# Dorytomus salicinus
Dorytomus salicinus är en skalbaggsart som först beskrevs av Leonard Gyllenhaal 1827.  Dorytomus salicinus ingår i släktet Dorytomus, och familjen vivlar. Arten är reproducerande i Sverige.